# Maria Angela Ardinghelli
Maria Angela Ardinghelli (Nàpols, 28 de maig de 1728 – Nàpols, 17 de febrer de 1825) fou una traductora italiana, matemàtica, física i dama de la noblesa, coneguda principalment per haver traduït a l'italià dues obres del fisiòleg newtonià Stephen Hales: Haemastaticks i Vegetable Staticks. Malgrat la invisibilitat històrica d'Ardinghelli, va aconseguir continuar essent rellevant sense ser rebutjada, evitant l'aïllament social o la burla en compartir les seves obres amb un públic específic.

## Biografia

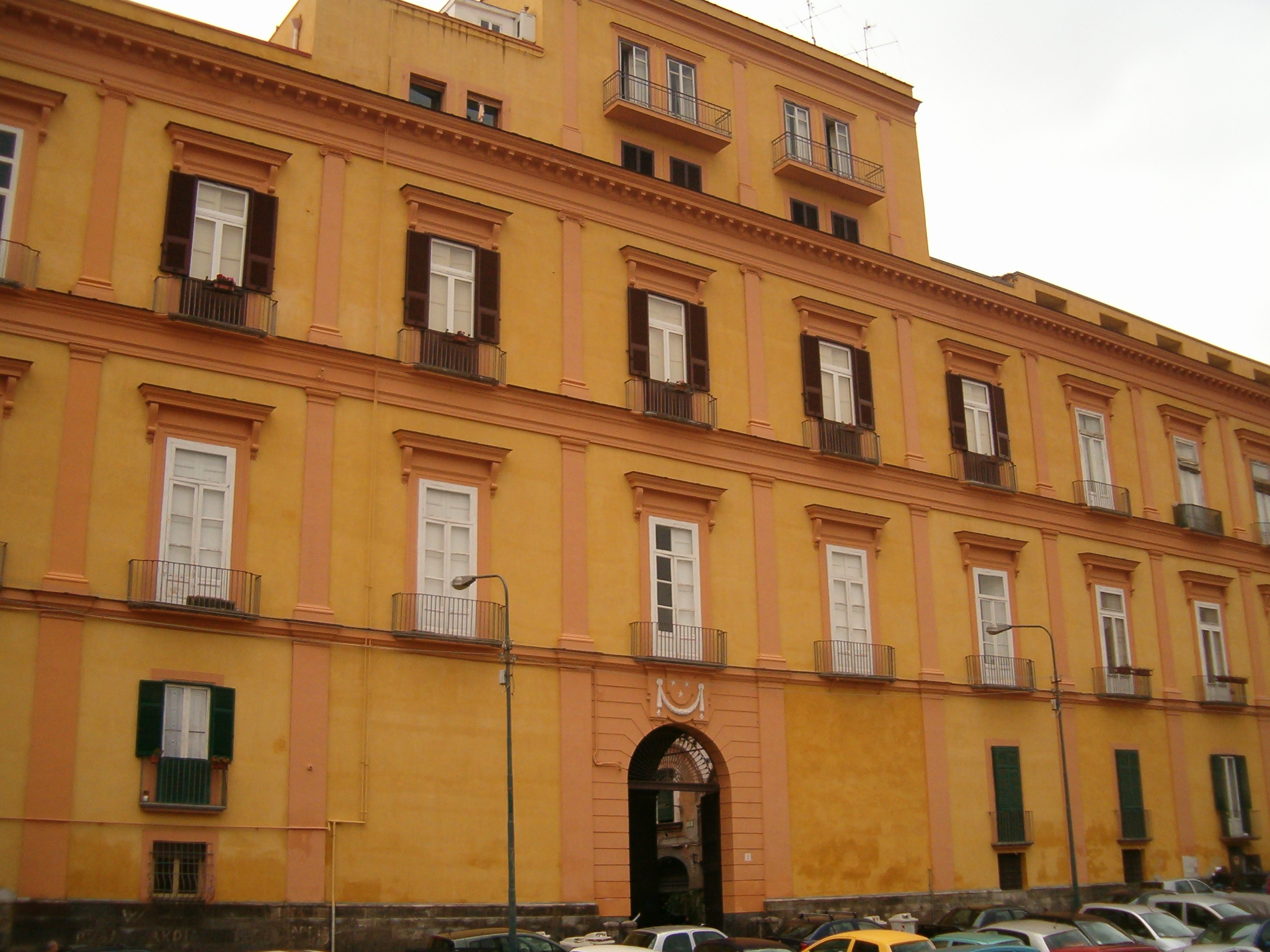
Palazzo Spinelli di Tarsia, seu de la Biblioteca Tarsia i del cercle del qual formà part Ardinghelli

Maria Angela Ardinghelli va néixer a Nàpols (Regne de Nàpols) en una família noble d'origen florentí, filla de Niccolò Ardinghelli i Caterina Piccillo. Va tenir un germà que va morir durant la infantesa.
El seu pare, desheretat de la seva família per un matrimoni que no s'ajustava al seu estatus, va donar a la seva filla una sòlida educació i als catorze anys la noia parlava llatí amb fluïdesa. Va estudiar filosofia i ciències físiques i matemàtiques amb el físic i matemàtic Giovanni Maria Della Torre, l'astrònom Vito Caravelli i el professor de filosofia moral Niccolo Bammacaro. També va estudiar anglès i francès.
Ardinghelli no era una aristòcrata ni formava part de l'ascendent classe mitjana. La seva família era de Florència, descrita com «una de les més distingides i antigues d'Itàlia» del segle xvi. Quan la família Medici va ascendir al poder a la Toscana, la família va anar de la Toscana a Nàpols, on van adquirir l'estatus de patricis d'Aquila, a la part oriental del regne.
Maria Angela Ardinghelli era una poeta culta i llatinista, així com experta en física i matemàtica. Pertanyia al cercle de Ferdinando Spinelli, VIlè príncep de Tarsia, que en la dècada de 1740 era un dels aristòcrates napolitans més poderosos, que va tenir en els cercles intel·lectuals de Nàpols un fort lligam amb Newton, l'electricitat i la física experimental i disposava d'una col·lecció d'instruments científics a la nova institució que va crear, l'Accademia Spinella. La biblioteca i el laboratori de Tarsia van ser de molta utilitat per a ella.
Ardinghelli mai va voler marxar de Nàpols. Va deixar clar que mai deixaria la seva família, refusant el matrimoni amb l'arquitecte francès Julien Leroy i la possibilitat d'esdevenir la tutora científica de les princeses reials a Versalles. Es va quedar a Nàpols, on va hostatjar moltes conversazioni, reunions en què participaven intel·lectuals i estudiosos de l'obra de Newton i també savis estrangers de viatge per Itàlia. Va mantenir correspondència amb l'Acadèmia Francesa de les Ciències, per a la qual actuava de fet com una veritable corresponsal, connectant així les comunitats científiques de Nàpols i França.

Com a corresponsal i membre de l'Acadèmia Francesa de les Ciències, Maria Angela Ardinghelli va ser descoberta i reclutada per l'abat Jean-Antoine Nollet, que havia conegut Ardinghelli durant un viatge a Itàlia, el 1749, a les conversazioni de les quals era amfitriona a Nàpols, i quedà veritablement admirat de les habilitats intel·lectuals e la jove Ardinghelli.

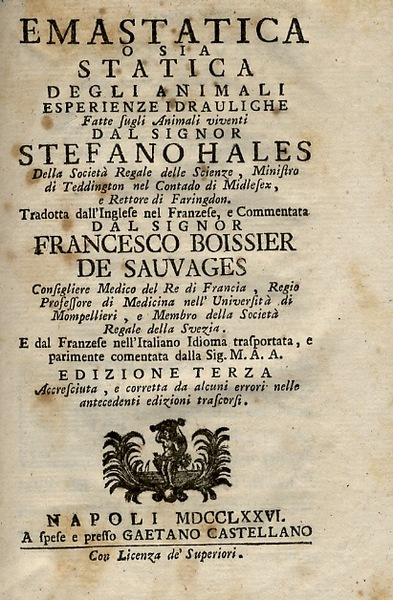
Portada de la traducció a l'italià del llibre "Haemastaticks", de Stephen Hales (1677-1761), feta per M.A. Ardinghelli

Una aclamada celebritat que va publicar un volum sobre electricitat en què defensava les seves teories en contra de les de Benjamin Franklin, va fer que Nollet escrigués nou cartes a nou diferents savis distingits en el camp de la física. La primera carta va ser per a Ardinghelli i, escrivint-hi sobre la seva traducció del Haemastaticks de Hales, es refereix a ella com a «una jove senyora molt virtuosa, que en poc temps ha fet molt de progrés en el camp de la física». Aquesta declaració pública de respecte va donar a Ardinghelli repercussió pública.
Tement la popularitat sobtada que les seves traduccions i els comentaris favorables de Nollet li podien reportar, que podia ser tan perillosa per a una dona soltera en el camp de la ciència en aquells anys i concitar la sàtira i la burla habituals contra les anomenades «femmes savantes», Ardinghelli va escollir mantenir-se en un cert anonimat.
Quan Ardinghelli va assolir la cúspide de la seva popularitat va enginyar estratègies per mantenir l'anonimat, i ho va aconseguir. Malgrat la seva històrica invisibilitat, Ardinghelli va escollir selectivament els treballs que va voler fer visibles a audiències específiques per tal de protegir-se de l'aïllament social i va publicar de manera anònima algunes traduccions. Tot i això, l'astrònom francès Joseph Jêrôme Lalande, el matemàtic Alexis Claude Clairaut i els seus col·legues de l'Acadèmia hi mantenien correspondència directa i estaven avesats a les seves contribucions; de fet, era l'única dona les cartes de la qual es llegien habitualment a les reunions. I, tot i que la institució no admetia dones, el medalló del seu retrat, fet per Jean Jacques Caffieri el 1755, penjava a la sala de reunions. Quan Lalande va conèixer Ardinghelli personalment durant un viatge que ell va fer a Itàlia, ella va confessar-li que era l'autora d'algunes traduccions d'autors francesos i d'algunes obres que havia escrit ella mateixa.
Poc abans que morís la seva mare, el 1777, Maria Angea Ardinghelli va casar-se amb el magistrat calabrès Carlo Crispo i la parella va establir-se a en un poble de Calàbria, des d'on Ardinghelli seguia en contacte, per correspondència amb intel·lectuals napolitans i amb Lalande. A través dels seus contacte a Nàpols en l'àmbit de la jurisprudència, va ajudar el seu marit a avançar en la seva carrera. Van tornar a Nàpols i Ardinghelli es va dedicar-se exclusivament a la promoció professional del seu marit i no va tornar a participar en activitats públiques sobre ciència i filosofia natural.
Maria Angela Ardinghelli va morir a Nàpols el 17 de febrer de 1825. Era ja vídua, el seu marit havia mort vint-i-quatre anys abans i Ardinghelli, malgrat la seva edat avançada, durant les últimes dècades de la seva vida feia classes privades i tenia contacte amb intel·lectuals napolitans.